# Olivia Hussey
Olivia Hussey (ur. 17 kwietnia 1951 w Buenos Aires, zm. 27 grudnia 2024 w Burbank) – brytyjska aktorka. Za rolę Julii w dramacie kostiumowym Franco Zeffirelliego Romeo i Julia (1968) została nagrodzona Złotym Globem.

## Życiorys
Urodziła się w Buenos Aires w Argentynie w rodzinie rzymskokatolickiej jako pierwsze dziecko Joy (z domu Hussey), pochodzącej z Anglii prawniczki spółki, i argentyńskiego śpiewaka operowego Andrésa Osuny (występującego pod pseudonimem Osvaldo Ribó). Kiedy Hussey miała dwa lata, jej rodzice rozstali się, ale nigdy się nie rozwiedli.
Była zafascynowana aktorstwem od najmłodszych lat, a jako dziecko ubierała się i udawała zakonnicę. W wieku siedmiu lat przeprowadziła się z matką i młodszym bratem do Londynu, gdzie spędziła resztę swojego wczesnego życia. Tam wzięła udział w przesłuchaniu i została zapisana do szkoły teatralnej Italia Conti Academy of Theatre Arts. Hussey wynegocjowała obniżone czesne, pokazując swoją pasję do aktorstwa. Uczęszczała przez pięć lat. W wieku 13 lat zaczęła profesjonalnie występować na scenie.
Pierwszym jej sukcesem na londyńskiej scenie West End w 1966 była rola uczennicy Jenny w dramacie psychologicznym Muriel Spark Pełnia życia panny Jean Brodie z Vanessą Redgrave. Wrótce trafiła na ekran jako Donna w dramacie Delmera Davesa Bitwa pod Villa Fiorita (The Battle of the Villa Fiorita, 1965) z Maureen O’Harą i Jinny w rodzinnym filmie sportowym Kto zdobędzie puchar (Cup Fever, 1965) z Bernardem Cribbinsem. W wieku 15 lat Hussey została wybrana spośród 500 aktorek do roli Julii w filmowej wersji Romea i Julii Zeffirellego (1968), u boku 16-letniego Leonarda Whitinga, Romea. Za swój występ zostali uhonorowani David di Donatello. W 2023, 55 lat po premierze, Hussey i Whiting, pozwali producenta – firmę Paramount Pictures – za nagą scenę, którą nakręcili, gdy byli nieletni żądając 500 mln dol. zadośćuczynienia.
Po występie w roli 15-letniej aktorki Val w komediodramacie Wszystkie właściwe posunięcia (All the Right Noises, 1970) i jako Maria w przygodowym dramacie fantasy Zagubiony horyzont (Lost Horizon, 1973) z Liv Ullmann, ponownie zagrała w produkcji Franco Zeffirelliego i została obsadzona w roli Maria w miniserialu Jezus z Nazaretu (1977). W komedii grozy Kot i kanarek (The Cat and the Canary, 1979) zagrała postać Cicily Young, dziedziczkę wielkiej fortuny narażoną na mordercze zamachy. W miniserialu Rai / ABC Ostatnie dni Pompei (The Last Days of Pompeii, 1984) na podstawie powieści Edwarda Bulwera-Lyttona z Nicholasem Clayem i Franco Nero pojawiła się jako Ione.

## Życie prywatne
17 kwietnia 1971 zawarła związek małżeński z Deanem Paulem Martinem, synem Deana Martina, z którym się rozwiodła 24 stycznia 1979. Mieli syna Alexandra Gunthera (ur. 12 lutego 1973). 18 lutego 1980 poślubiła japońskiego piosenkarza Akirę Fuse, z którym miała syna Maxa (ur. 1983). W 1989 doszło do rozwodu. W 1991 wyszła za mąż za Davida Glena Eisleya, z którym miała córką Indię Joy.
W 2008 u Hussey zdiagnozowano raka piersi. Po mastektomii doszło do remisji, ale Hussey powiedziała dziennikowi „Daily Express”, że w 2018 lekarze wykryli nowy guz. Zmarła 27 grudnia 2024 w wieku 73 lat, jak ogłosiła jej rodzina, w związku z nawrotem raka piersi.

## Filmografia
Filmy
- 1968: Romeo i Julia jako Julia
- 1972: Wakacyjny morderca jako Tania Scarlotti
- 1974: Czarne święta jako Jessica Bradford
- 1978: Śmierć na Nilu jako Rosalie Otterbourne
- 1980: Wirus jako Marit
- 1982: Ivanhoe (TV) jako Rebecca
- 1989: Przed sklepem jubilera jako Teresa
- 1990: Psychoza IV: Początek (TV) jako Norma Bates
- 1995: Lodziarz jako pielęgniarka Wharton
- 1996: Przeklęta wyspa (TV) jako Rosie, pokojówka
- 2003: Matka Teresa jako Matka Teresa z Kalkuty

seriale
- 1977: Jezus z Nazaretu jako Maria
- 1985: Napisała: Morderstwo jako Kitty Trumbull (odc. „Sing a Song of Murder”)
- 1993: Chłopiec poznaje świat jako ciotka Prudence Curtis
- 1998: Pinky i Mózg jako królowa (głos)
- 1999: Superman jako Talia (głos)
- 2000: Batman przyszłości jako Talia (głos)